# 奧馬爾·馬斯卡雷利
奥马尔·马斯卡雷利·冈萨雷斯（西班牙語：Omar Mascarell González，1993年2月2日—）是西班牙的一位足球運動員，場上司職防守中場，現在效力于西甲球隊馬略卡。